# Castellfollit del Boix
Castellfollit del Boix là một đô thị trong comarca Bages, tỉnh Barcelona, Catalonia, Tây Ban Nha. Diện tích 58,90 km², dân số 403 người (2005), mật độ 6,84 người/km².

Vị trí của Castellfollit del Boix.

## Biến động dân số
| 1991 | 1996 | 2001 | 2004 |
| ---- | ---- | ---- | ---- |
| 315  | 337  | 383  | 405  |